# 12月28日 (旧暦)
旧暦12月28日は旧暦12月の28日目である。六曜は先負である。

## できごと
- 治承4年（ユリウス暦1181年1月15日） - 南都焼討[要出典]。平清盛が平重衡に命じ東大寺・興福寺を焼き払う
- 承元4年（ユリウス暦1211年1月14日） - 守成親王が即位し第84代・順徳天皇に
- 天和2年（グレゴリオ暦1683年1月25日） - 天和の大火

## 誕生日
- 寛政12年（グレゴリオ暦1801年2月11日） - 伊東玄朴、蘭方医（+ 1871年）
- 文政5年（グレゴリオ暦1823年2月8日） - 佐野常民、政治家・日本赤十字社創立（+ 1902年）
- 天保4年（グレゴリオ暦1834年2月6日） - 飯降伊蔵、宗教家（+ 1907年）
- 安政2年（グレゴリオ暦1856年2月4日） - 大谷喜久蔵、軍人（+ 1923年）

## 忌日
- 延暦8年（ユリウス暦790年1月17日） - 高野新笠、光仁天皇の大夫人
- 貞観10年閏12月（ユリウス暦869年2月13日） - 源信、貴族（* 810年）
- 正暦元年（ユリウス暦991年1月16日） - 平兼盛、歌人
- 寛喜2年（ユリウス暦1231年2月1日） - 藤原基房、公卿（* 1144年）

## 記念日・年中行事
- 御用納め

旧暦時代まで